# Ochsenfurt
Ochsenfurt – miasto w Niemczech, w kraju związkowym Bawaria, w rejencji Dolna Frankonia, w regionie Würzburg, w powiecie Würzburg. Leży ok. 15 km na południowy wschód od Würzburga, nad Menem, przy drodze B13 i linii kolejowej Monachium – Ingolstadt - Würzburg.
W mieście jest stacja kolejowa Ochsenfurt.

## Dzielnice
W skład miasta wchodzą następujące dzielnice: 
- Darstadt
- Erlach
- Goßmannsdorf
- Hohestadt
- Hopferstadt
- Kleinochsenfurt
- Tückelhausen
- Zeubelried

## Współpraca
Miejscowości partnerskie:
- Colditz, Saksonia
- Coutances, Francja
- Wimborne Minster, Wielka Brytania
- Ropczyce, Polska

## Zabytki i atrakcje
- ratusz z 1497
- mury miejskie (1313 –1397)
- most nad Menem (1512 – 1519)